# Juan Riedinger
Juan Riedinger (Banff, 27 febbraio 1981) è un attore canadese.

## Biografia
Nato da padre tedesco e madre peruviana, si è trasferito negli Stati Uniti dove ha iniziato a recitare dopo essersi laureato in Arte e Scienze all'Università di Calgary. Ha iniziato la sua carriera recitando in alcuni cortometraggi, tra i quali Do You Mind If I Tell You a Story? di Terry Miles, I, Stalker di Katrin Bowen, Future Language of Slaves di Bryan Nykon e Balloon and the Beast di Kyle Welton.
Successivamente, ha recitato nelle serie TV Godiva’s, The L Word, Fallen - Angeli caduti, Bionic Woman, Smallville e Supernatural. Nel 2015, prende parte alla prima stagione di Narcos, serie televisiva prodotta da Netflix, in cui ha interpretato il narcotrafficante Carlos Lehder.

## Filmografia

### Attore

#### Cinema
- The Entrance, regia di Damon Vignale (2006)
- Black Christmas - Un Natale rosso sangue (Black Christmas), regia di Glen Morgan (2006)
- You, Me, Love, regia di Terrance Miles (2007)
- Asso di cuori (Ace of Hearts), regia di David Mackay (2007)
- Aliens vs. Predator 2 (Aliens vs. Predator: Requiem), regia dei Fratelli Strause (2007)
- Shred, regia di David Mitchell (2008)
- Ultimatum alla Terra (The Day the Earth Stood Still), regia di Scott Derrickson (2008)
- Revenge of the Boarding School Dropouts, regia di David MItchell (2009)
- Jennifer's Body, regia di Karyn Kusama (2009)
- Hardwired - Nemico invisibile (Hardwired), regia di Ernie Barbarash (2009)
- 2 Frogs in the West, regia di Dany Papineau (2010)
- On a Dark and Stormy Night, regia di Ezequiel Martinez Jr. (2010)
- ESP - Fenomeni paranormali (Grave Encounters), regia dei The Vicious Brothers (2011)
- Marilyn, regia di Christopher Petry (2011)ù
- Like a Tree in Which There Are Three Black Birds, regia di Uwe Rafael Braun (2012)
- Havana 57, regia di Jim Purdy (2012)
- An Incident in San Ysidro, regia di Darron Morris (2013)
- Mop King, regia di Ace Dixon (2013)
- Hastings Street, regia di Andrew Moxham (2014)
- Alice D, regia di Jessica Sonneborn (2014)
- Excess Flash, regia di Patrick Kennely (2015)
- Ombre dal passato (Broken Horses), regia di Vidhu Vinod Chopra (2015)
- Vendetta, regia delle Sorelle Soska (2015)
- Spades, regia di John Wesley Norton (2015)
- Deserto rosso sangue (It Stains the Sands Red), regia di Colin Minihan (2016)
- Drawing Home, regia di Markus Rupprecht (2016)
- Once There Was a Winter, regia di Ana Valine (2017)
- Roads of Ithriyah, regia di Javier Badillo (2022)
- Riceboy Sleeps, regia di Anthony Shim (2022)
- Sheltering Seasons, regia di Bradley Stryker (2022)

#### Televisione
- Godiva's - serie TV, 2 episodi (2006)
- Intelligence - serie TV, episodio 1x06 (2006)
- Blood Ties - serie TV, 2 episodi (2007)
- The L Word - serie TV, episodio 4x11 (2007)
- Luna: Il grande spirito (Luna: Spirit of the Whale), regia di Don McBrearty - film TV (2007)
- Fallen - Angeli caduti (Fallen) - miniserie TV, episodio 1x04 (2007)
- Bionic Woman - serie TV, episodio 1x05 (2007)
- Smallville - serie TV, 2 episodi (2007-2009)
- Psych - serie TV, episodio 2x13 (2008)
- The Guard - serie TV, episodio 2x13 (2009)
- Tenuta in ostaggio (Held Hostage), regia di Grant Harvey - film TV (2009)
- Supernatural - serie TV, episodio 5x11 (2011)
- Fringe - serie TV, episodio 2x21 (2010)
- Naomi: The Show - serie TV, episodio 1x07 (2010)
- Human Target - serie TV, episodio 2x10 (2011)
- Fairly Legal - serie TV, episodio 1x05 (2011)
- Time after Time, regia di Gary Harvey - film TV (2011)
- Missione Mercurio (Collision Earth), regia di Paul Ziller - film TV (2011)
- Sanctuary - serie TV, episodio 3x17 (2011)
- Last Chance Casting, regia di Bard Whitlock - film TV (2011)
- R. L. Stine's The Haunting Hour - serie TV, 3 episodi (2011-2014)
- Un amico di nome Duke (Duke), regia di Mark Jean - film TV (2012)
- Hannah's Law, regia di Rachel Talalay - film TV (2012)
- Continuum - serie TV, episodio 1x06 (2012)
- The Comment Show - serie TV, episodio 1x09 (2013)
- Covert Affairs - serie TV, episodio 4x08 (2013)
- Narcos - serie TV, 4 episodi (2015)
- The Romeo Section - serie TV, 20 episodi (2015-2016)
- Zoo - serie TV, episodio 2x06 (2016)
- Motive - serie TV, episodio 4x11 (2016)
- When We Rise - miniserie TV, episodio 1x04 (2017)
- Lethal Weapon - serie TV, episodio 2x10 (2017)
- Good Behavior - serie TV, 9 episodi (2017)
- Claws - serie TV, 8 episodi (2019)
- Riverdale - serie TV, 7 episodi (2019-2021)
- NCIS: Los Angeles - serie TV, 2 episodi (2020)
- Motherland: Fort Salem - serie TV, 4 episodi (2021)

## Doppiatori italiani
Nelle versioni in italiano delle opere in cui ha recitato, Juan Riedinger è stato doppiato da:
- Matteo Liofredi in Ultimatum alla Terra
- Francesco De Francesco in Narcos
- Marco Vivio in NCIS: Los Angeles